# Бартлет (Илиноис)
Бартлет (енгл. Bartlett) град је у америчкој савезној држави Илиноис.

## Демографија
По попису из 2010. године број становника је 41.208, што је 4.502 (12,3%) становника више него 2000. године.
| Група             | 2000.          | 2010.          |
| Белци             | 30.673 (83,6%) | 30.169 (73,2%) |
| Афроамериканци    | 725 (2,0%)     | 966 (2,3%)     |
| Азијати           | 2.871 (7,8%)   | 5.918 (14,4%)  |
| Хиспаноамериканци | 2.024 (5,5%)   | 3.557 (8,6%)   |
| Укупно            | 36.706         | 41.208         |